# 蝶啶
喋啶（Pteridine）是一种芳香族杂环有机物，含有一个嘧啶环以及一个吡嗪环。喋啶是蝶呤与核黄素生物合成的中间体。磺胺类药物的作用机制就是与对氨基苯甲酸（PABA）竞争二氢叶酸合酶的反应位点，进而阻止PABA与喋啶合成为二氢叶酸的反应。